# Los Angeles, années 30
Pour les articles homonymes, voir City of Angels.
Los Angeles, années 30 (City of Angels) est une série télévisée américaine en 13 épisodes de 52 minutes, créée par Roy Huggins et Stephen J. Cannell et diffusée du 3 février au 18 mai 1976 sur le réseau NBC.
En France, la série a été diffusée à partir du 15 septembre 1979 sur TF1.

## Synopsis
Cette série met en scène les enquêtes de Jake Axminster, détective privé à Los Angeles dans les années 1930.

## Distribution
- Wayne Rogers : Jake Axminster
- Elaine Joyce : Marsha
- Clifton James : Lieutenant Murray Quint
- Philip Sterling : Michael Brimm
- Timmie Rogers : Lester

## Épisodes
1. Le complot du 13 novembre [1/3] (The November Plan [1/3])
2. Le complot du 13 novembre [2/3] (The November Plan [2/3])
3. Le complot du 13 novembre [3/3] (The November Plan [3/3])
4. Crime sans trace (The Parting Shot)
5. Mort sans témoin (A Lovely Way to Die)
6. La maison de Grove Avenue (The House on Orange Grove Avenue)
7. Les jeux étaient faits (Palm Springs Answer)
8. Le perdant (The Losers)
9. Et soudain... le silence (A Sudden Silence)
10. Le château des rêves (The Castle of Dreams)
11. L'adieu au passé (Say Goodbye to Yesterday)
12. Le disparu (The Bloodshot Eye)
13. Match Point (Match Point)

## Commentaires
Le jeu de l'acteur Wayne Rogers a été inspiré par celui d'Humphrey Bogart interprétant Philip Marlowe dans Le Grand Sommeil en 1946.